# Сикон
Сикон тип грађе сунђера настаје усложњавањем најпростијег аскон типа путем набирања (стварања уврата/инвагинација и изврата/евагинација) телесног зида. Код сикон типа грађе је, у односу на полазни аскон тип, повећана површина контакта хоаноцита са водом, а смањена запремина спонгоцела. Један од резултата оваквог типа грађе је постизање већих димензија тела (типично су им пречници до неколико cm).
Евагинације телесног зида су покривене хоанодермом и ограничавају радијалне канале, који су у вези са спонгоцелом кроз отворе - апопиле (лат. apopyla), док су инвагинације покривене пинакодермом, ограничавају интеррадијалне канале који су у вези са спољашњим стубом воде. Веза интеррадијалних и радијалних канала се остварује кроз многоброне мале каналиће - прозопиле (лат. prosopyla). Веза интеррадијалних канала и спољашњег стуба воде може бити директна, или кроз уске остија створене хипертрофијом ткива.
Ток воде кроз сикон тип сунђера је следећи: остија - интеррадијални канали - прозопила - радијални канали - апопила - спонгоцел - оскулум.